# Mallada araucariae
Mallada araucariae là một loài côn trùng trong họ Chrysopidae thuộc bộ Neuroptera. Loài này được Tillyard miêu tả năm 1917.